# Nashik Division
Nashik Division är en division i Indien.   Den ligger i delstaten Maharashtra, i den centrala delen av landet, 1 000 km söder om huvudstaden New Delhi. Antalet invånare är 6 107 187. Arean är 57 806 kvadratkilometer.
Terrängen i Nashik Division är huvudsakligen kuperad, men söderut är den bergig.
Följande samhällen finns i Nashik Division:
- Nashik
- Mālegaon
- Manmād
- Deolāli
- Yeola
- Ozar
- Igatpuri
- Satāna
- Sinnar
- Nāndgaon
- Ghoti Budrukh
- Chāndvad
- Lāsalgaon
- Trimbak
- Surgana
- Pandhurli